# Osbornoceros
Genre
Espèce
Osbornoceros est un genre fossile d’herbivores terrestres de la famille des Antilocapridae, vivant en Amérique du Nord au Miocène, entre −10 millions d’années et −5 millions d’années.
Une seule espèce du genre est reconnue : Osbornoceros osborni

## Description
Cette espèce ressemblait au pronghorn.

## Occurrence
Au total, quatre spécimens fossiles ont été découverts au Nouveau-Mexique.